# Balkerberg
Balkerberg ist ein Wohnplatz in der Stadt Leichlingen (Rheinland) im Rheinisch-Bergischen Kreis in Nordrhein-Westfalen. 

## Lage und Beschreibung
Balkerberg liegt östlich des Leichlinger Zentrums östlich des Roderbachs. An den Ortsbereich grenzt das Naturschutzgebiet Roderbach mit Seitensiefen. Nachbarorte sind Roderbirken, Auf dem Katzensterz, Sankt Heribert, Grünscheid, Roderhof, Junkersholz, Neuwinkel, Haswinkel und Stöcken.

## Geschichte
Die Ortschaft erscheint erst gegen Ende des 19. Jahrhunderts auf den Messtischblättern der amtlichen topografischen Karte 1:25.000. 